# Vieure
Vieure ist ein zentralfranzösischer Ort und eine Gemeinde (commune) mit 276 Einwohnern (Stand: 1. Januar 2022) im Département Allier im Norden der Region Auvergne-Rhône-Alpes.

## Lage
Vieure liegt in der fruchtbaren und waldreichen Landschaft des Bourbonnais in einer Entfernung von etwa 27 Kilometern nordwestlich von Montluçon im Tal des Bandais, der hier den Zufluss Morgon aufnimmt und danach den Stausee Plan d’Eau de Vieure bildet. Hier mündet von Osten kommend auch der Villesavoie in den Stausee. Im Westen des Gemeindegebietes verläuft das Flüsschen Mouline, das ebenfalls dem Bandais zustrebt. Umgeben wird Vieure von den Nachbargemeinden Louroux-Bourbonnais im Norden und Nordwesten, Ygrande im Osten und Nordosten, Buxières-les-Mines im Osten und Südosten, Tortezais im Süden sowie Cosne-d’Allier im Westen.

## Bevölkerungsentwicklung
| Jahr                       | 1962 | 1968 | 1975 | 1982 | 1990 | 1999 | 2006 | 2011 | 2016 | 2019 |
| Einwohner                  | 450  | 382  | 316  | 288  | 287  | 268  | 255  | 270  | 277  | 274  |
| Quellen: Cassini und INSEE |      |      |      |      |      |      |      |      |      |      |

## Sehenswürdigkeiten
Siehe auch: Liste der Monuments historiques in Vieure
- Kirche Notre-Dame aus dem 12. Jahrhundert
- Schloss La Chaussière, um 1875 erbaut
- Schloss La Salle, Ende des 15. Jahrhunderts erbaut

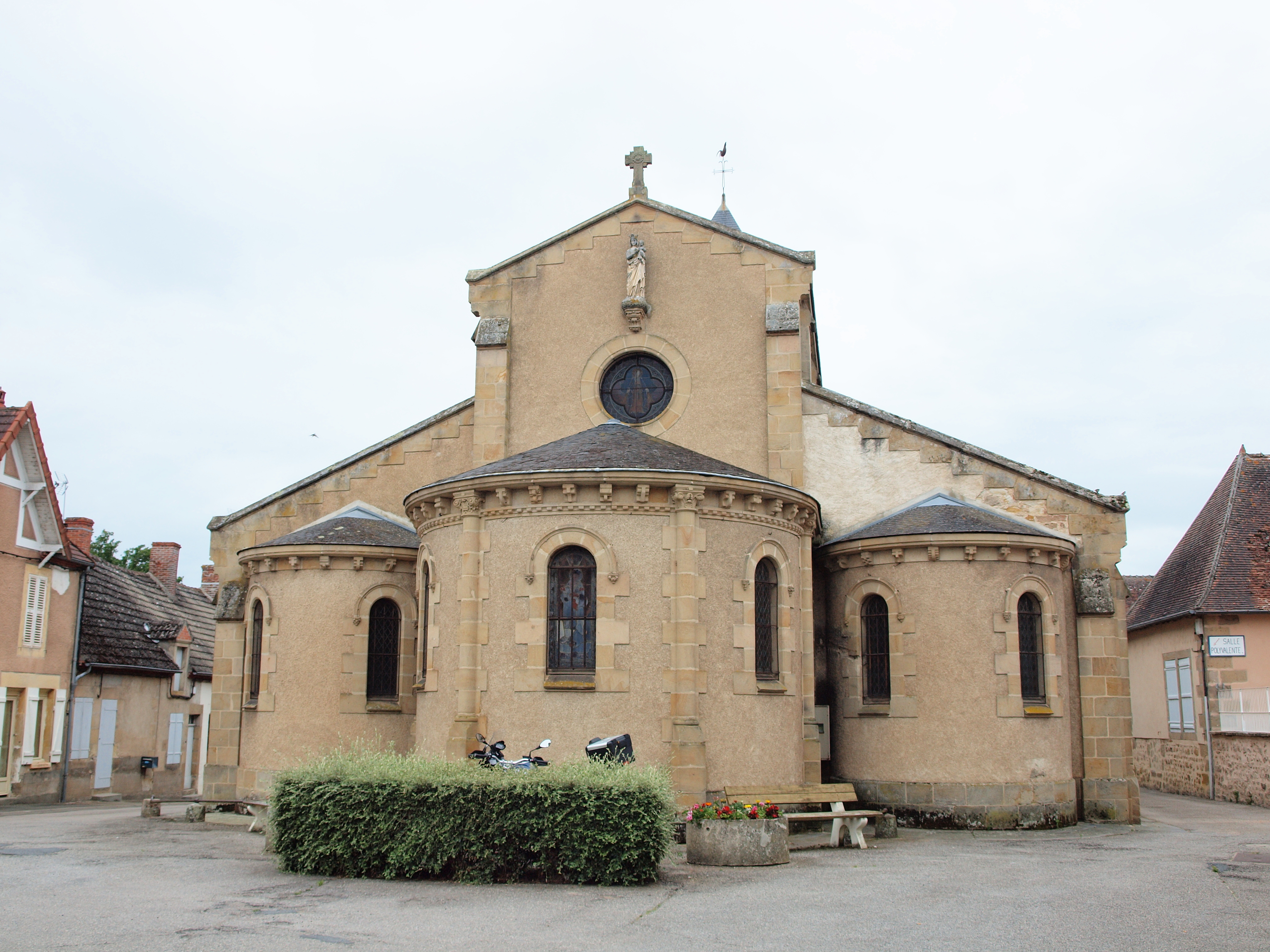
Kirche Notre-Dame